# Beleuchtungsmeister
Beleuchtungsmeister sind verantwortlich für die beleuchtungstechnischen Anlagen und Geräte bei Veranstaltungen.
Sie sind zuständig für Zusammenstellung, Auf- und Abbau, Verkabelung und Bedienung, sowie Instandhaltung der Beleuchtung und zum Teil auch der audiovisuellen Anlagen in Theatern, Konzert- und Opernhäusern und im Filmgewerbe. Sie arbeiten im Auftrag von Betrieben für Medien- und Konferenztechniken oder sind festangestellt in gewerblichen Kultur- und Kongresszentren und bei Ausstellungs- und Messegesellschaften. Außerdem erfüllen Beleuchtungsmeister die sogenannte Anwesenheitspflicht eines technisch Verantwortlichen in Theatern ab einer bestimmten Bühnengröße und Zahl von Zuschauerplätzen.

## Berufsabschluss
- Gepr. Meister/Gepr. Meisterin für Veranstaltungstechnik (Kurzform: Veranstaltungsmeister/-in)[1] in der Fachrichtung Beleuchtung

## Verwandte Berufe
- Bühnenmeister

## Einzelnachweis
1. ↑  Prüfungsordnung Veranstaltungsmeister (PDF, 154 kB) (Memento vom 30. November 2015 im Internet Archive) der IHK Darmstadt